# مرسدونیوس
مرسدونیوس (به انگلیسی: Mercedonius) «ماه افزوده‌ای» بود که در گاه‌شمار رومی در سال‌های کبیسه به انتهای سال اضافه می‌شد که البته با این کار یک سال ممکن بود ۳۷۷ یا ۳۷۸ روز هم داشته باشد. دلیل اینکه دقیقا چرا چونین تغییراتی در گاه شمار داده می‌شد در منابع باستان آورده نشده‌است. گفته شده‌است که گاهی فوریه را به ۲۳ یا ۲۴ روز کوتاه می‌کردند تا در دنبالهٔ آن یک «ماه افزوده» قرار دهند.

## منبع
ویکی‌پدیای انگلیسی